# Stazione di Nocera Inferiore Mercato
Stazione di Nocera Inferiore Mercato vasútállomás Olaszországban, Nocera Inferiore településen.

## Vasútvonalak
Az állomást az alábbi vasútvonalak érintik:
- Nocera Inferiore–Mercato San Severino-vasútvonal

## Kapcsolódó állomások
A vasútállomáshoz az alábbi állomások vannak a legközelebb:
- Stazione di Codola
- Stazione di Nocera Inferiore